# Список королей Боснии
В 1377 году бан Боснии Твртко I из дома Котроманичей принял королевский титул. Его потомки владели королевской короной чуть менее ста лет, вплоть до падения королевства под ударами османов. Последний король Боснии Стефан Томашевич был казнён турками в Яйце в 1463 году. В 1495—1499 годах титул короля Боснии носил Янош Корвин, внебрачный сын Матьяша Хуньяди.
| Король           | Годы правления      | Происхождение                                 |
| Твртко I         | 1377—1391           | Сын бана Владислава Котроманича и Елены Шубич |
| Стефан Дабиша    | 1391—1395           | Точно не установлено, жена Елена Груба        |
| Елена Груба      | 1395—1398           | Жена Стефана Дабиши                           |
| Стефан Остоя     | 1398—1404 1409—1418 | Незаконнорожденный сын Твртко I               |
| Твртко II        | 1404—1409 1421—1443 | Незаконнорожденный сын Твртко I               |
| Стефан Остоич    | 1418—1421           | Сын Стефана Остои                             |
| Стефан Томаш     | 1443—1461           | Незаконнорожденный сын Стефана Остои          |
| Стефан Томашевич | 1461—1463           | Сын Стефана Томаша                            |